# Teucholabis projecta
Teucholabis projecta är en tvåvingeart som beskrevs av Alexander 1949. Teucholabis projecta ingår i släktet Teucholabis och familjen småharkrankar. Inga underarter finns listade i Catalogue of Life.